# Babel (álbum de Fabián Gallardo)
Babel es el sexto álbum de estudio del músico argentino Fabián Gallardo, lanzado en septiembre de 2015 por el sello Melopea. El disco cuenta con 19 temas y una duración de casi 75 minutos.

## Historia
Babel es una mezcla de lenguajes musicales, sin perder la esencia pop que caracteriza a Fabián Gallardo. El músico explora en este material diferentes estilos, siempre basados en la canción, que van desde el pop, atravesando ritmos folclóricos, climas que rozan el chill out hasta poderosas bases roqueras. Esa amplitud de géneros es definida por Gallardo como una "Babel musical".

«El tema de los estilos es porque las canciones yo no las busco, vienen. A mí me viene algo a la cabeza y desde ahí llega a las manos, primero llega la idea y ahí la empiezo a traducir, primero con el piano o con la guitarra, después algún papel, una frase, una palabra. Pero nunca me limito, y si viene algo con electrónica lo dejo salir, si viene con aire de chacarera, lo dejo salir».
Fabián Gallardo

Al igual que en anteriores oportunidades, Gallardo contó en Babel con la colaboración de importantes músicos como Claudia Puyó, Pablo Pino (cantante de la banda Cielo Razzo), Franco Luciani, Flor Croci, Rubén Goldín y Guillermo Vadalá, entre otros.
En cuanto a las letras, si bien las canciones de amor dominan el álbum, aparecen algunos temas con mensajes más personales. «El árbol», por ejemplo, tiene una extensa letra que el músico define como "casi un manifiesto". "Son letras largas, antes no las hacía", admitió.

## Lista de canciones
Todos los temas compuestos por Fabián Gallardo.

| N.º   | Título                                       | Duración |  |
| 1.    | «El árbol» (con Franco Luciani y Pablo Pino) | 4:06     |  |
| 2.    | «Solo vuelve lo que va» (con Flor Croci)     | 4:11     |  |
| 3.    | «Cuando era chico»                           | 3:00     |  |
| 4.    | «Caminar» (con Claudia Puyó)                 | 4:20     |  |
| 5.    | «La mitad»                                   | 3:38     |  |
| 6.    | «Mundo divino»                               | 3:48     |  |
| 7.    | «Ella está»                                  | 4:18     |  |
| 8.    | «Babel»                                      | 3:16     |  |
| 9.    | «En las alturas»                             | 3:59     |  |
| 10.   | «Cuando no tengo tu amor»                    | 4:28     |  |
| 11.   | «Creer»                                      | 3:23     |  |
| 12.   | «Caleidoscopio»                              | 3:19     |  |
| 13.   | «Supersónica»                                | 2:41     |  |
| 14.   | «Universo»                                   | 3:43     |  |
| 15.   | «Demasiado»                                  | 3:29     |  |
| 16.   | «Altavoz»                                    | 5:09     |  |
| 17.   | «Tres mensajes»                              | 3:55     |  |
| 18.   | «El mismo sol»                               | 4:44     |  |
| 19.   | «Tus colores»                                | 4:40     |  |
| 74:43 |                                              |          |  |